# Francesc de Queralt i de Xetmar
Francesc de Queralt i de Xetmar (Barcelona 1686- Santa Coloma de Queralt, 30 de juliol de 1725), Catedràtic de Teologia, canceller de la Universitat de Cervera i on va ser responsable de la introducció de la impremta.

## Biografia
Francesc de Queralt i de Xetmar va néixer a Barcelona el dia 13 d'abril de 1686. Descendent dels comtes de Santa Coloma de Queralt, es va educar al barceloní Col·legi de Cordelles, va estudiar llatí i humanitats i estudià filosofia i teologia en el Seminari dels jesuïtes. Va ser mestre en arts i doctor en teologia. Segueix la carrera eclesiàstica. Ardiaca major i mestrescola de Lleida. Catedràtic de teologia. Felipista, durant el setge de Barcelona destacà pels seus serveis a l'hospital en la cura dels malalts. En establir-se la universitat a Cervera és nomenat per regentar una càtedra de teologia. Felip V d'Espanya li agraeix els serveis nomenant-lo canceller de la Universitat de Cervera l'any 1718. càrrec que va mantenir fins al 1725 i en l'exercici del qual es destaca per la cura dels alumnes. Fou el responsable de la introducció de la impremta a la universitat de Cervera l'any 1721. Una de les obres impreses a la impremta cerverina és la biografia de Queralt escrita per Miquel Conill. Va morir a Santa Coloma de Queralt el dia 30 de juliol de 1725.

## Publicacions
- Rico y Villarroel, Francisco, OFM. i Queralt i de Xetmar, Francesc de. [Fr. Francisco Rico y Villarroél ... ante V. Ilma. Rma. y ... Venerable Definitorio General, con el mas profundo respeto dice: que aviendo la magestad del rey de España Phelipe Quinto (que Dios guarde) determinado por su Real Decreto de 11 de mayo de 1717 erigir y fundar una sola Universidad (suprimiendo todas las demàs, que eran siete en dicho Principado) en su fidelissima ciudad de Cervera y aviendo pasado à nombrar cathedraticos para ella fue su magestad servido en su Decreto de 9 de octubre de dicho año elegir y nombrar al suplicante ... por cathedratico de Escoto ...]. [S.l. : s.n., 1740 o post.]. Disponible a: Catàleg de les biblioteques de la UB